# Blaveta de la trepadella
La blaveta de la trepadella (Polyommatus thersites) de lepidòpters papilionoïdeus de la família dels licènids (Lycaenidae) present als Països Catalans.

## Distribució
Marroc, meitat sud d'Europa, Turquia, Orient Mitjà, l'Iran, Caucas, sud dels Urals i Tian Shan. Principalment a la meitat est de la península Ibèrica i a una franja al nord, però també es pot trobar en altres zones com al sud de Portugal.

## Hàbitat
Llocs càlids, secs, rocosos i amb arbustos; prats i cultius abandonats; clars herbosos entre matollar. L'eruga s'alimenta de plantes del gènere Onobrychis.

## Període de vol
Dues genercions a l'any: la primera entre abril i juny i la segona entre juny i agost. Hiberna com a larva jove.

## Comportament
Erugues ateses per formigues tals com Myrmica scabrinodis, Tapinoma erraticum, Lasius alienus, entre d'altres.